# Краљица (албум)
Краљица је назив четвртог студијског албума српске турбо-фолк певачице Секе Алексић, који се појавио у продаји крајем новембра 2007. године. Промоција албума је почела 12. октобра у Грандовим музичким емисијама. У продукцији су два спота, и то за песме Краљица и Аспирин, који је премијерно приказан 16. новембра 2007. у емисији Гранд шоу.
Песма Аспирин је постигла изузетан комерцијални успех; јула 2008. је изабрана да представља ОГАЕ Србија на OGAE Song Contest 2008.

## Списак песама
1. Краљица (Драган Брајовић Браја/ Драган Брајовић-Браја/ Д. Абадић)
2. Аспирин (Филип Милетић-Милош Рорановић/ Милош Рогановић-Филип Милетић/ Дејан Абадић)
3. Боли стара љубав (Александар Перисић-Ромарио/ Марина Туцаковић/ Дејан Абадић)
4. Последњи лет (Драган Брајовић Браја/ Д. Брајовић-Браја/ Дејан Абадић)
5. Није она та (Д. Брајовић Браја/ Д. Брајовић-Браја/ Дејан Абадић)
6. Милостиња (Д. Брајовић Браја/ Д. Брајовић-Браја/ Д. Абадић)
7. Хирошима (А. Перисић-Ромарио/ М. Туцаковић/ Д. Абадић)
8. Тесна кожа (Д. Брајовић Браја/ Д. Брајовић-Браја/ Д. Абадић)
9. Импулси (А. Перисић-Ромарио/ М. Туцаковић/ Д. Абадић)
10. Соколе мој (Д. Брајовић Браја/ Д. Брајовић-Браја/ Д. Абадић)
11. Реци где смо ми (Сергеј Ћетковић/ Сергеј Ћетковић/ Д. Абадић)